# Ваздухопловнотехнички институт
Ваздухопловнотехнички институт је био јединствена југословенска научноистраживачка и развојна институција, националног значаја, у домену ваздухопловних технологија. Плански је радио на реализацији и вођењу задатака из те области, у складу државне стратегије ослонца на властите снаге. Организационо и буџетски је био повезан за структуру Југословенске народне армије, у периоду од 1946. до 1992. године.
Основан је 10. августа 1946. године, а половином 1992. је преименован у Војнотехнички институт (Београд) копнене војске, и наставио са развојем у више праваца у области одбрамбених и других важних технологија.

## Оснивање Ваздухопловнотехничког института
Ваздухопловнотехнички институт је основан Наредбом Врховног команданта оружаних снага Федеративне Народне Републике Југославије Јосипа Броза Тита, пов. бр.1460 од 10. августа 1946. године. Истог дана је Врховни командант потписао и Наредбу о колегијуму и Правилник са задацима Института.
Са овим актима је институционализован дотадашњи богат конструкторски, развојни и научноистраживачки рад у области ваздухопловних технологија на овим просторима. То је био логичан пут преласка у вишу фазу организовања, сагласно светским искуствима и праксом, као потреба за вођење државне политике развоја ваздухопловства. Није случајно, да се тај вид организовања поклапао са познатим примерима у свету: НАСА (САД), ЦАГИ (СССР), BAE (Уједињено Краљевство), ОNERA (Француска), FFA (Шведска) итд. Овакво организовање се усталило, као светски стандард, за вођење националних стратегија у развоју ваздухопловних технологија.
Ваздухопловнотехнички институт је препознатљив по скраћеном називу ВТИ Жарково, по београдском насељу у ком је био и лоциран. Колегијум Института су сачињавали истакнути конструктори, професори универзитета, академици и други научници афирмисани у земљи и свету. Најпознатији су били академици проф. др Светополк Пивко, проф. др Мирослав Ненадовић и проф. др Антон Кукељ. Први директор је био пук. Коста Сивчев дипл. инж. професор, др, познати пројектант авиона, а други научник, професор, а касније и академик Светополк Пивко, тада са чином пуковника.
Ваздухопловнотехнички институт је представљао научну институцију од националног значаја, према нивоу оснивача, дефиницији у пратећим документима, нивоом и врстом задатака и резултатима рада.
Одлуком руководства СФРЈ из 1956. године, да се учини значајнији искорак у развоју властитих авиона, све конструкторске групе из ваздухопловне индустрије, се интегришу у Институт. С тиме се Институту програмска оријентација проширује.
Први задатак, произашао проширењем програмске оријентације, је развој школског авиона са турбомлазним мотором, Г-2 Галеб. За све време свога постојања, Институт је био организован по научним и стручним областима и по службама. За реализацију сваког пројекта, интерно су формирани наменски бирои.
Институту је више пута мењана веза са вишим управљачким структурама. Према наредби о оснивању, у почетку је био директно везан за Министарство одбране (МО). Касније је био везан за Команду ратног ваздухопловства (КРВ), за генералштаб, преко Заменика за Ратно ваздухопловство и на крају за МО, преко Помоћника за Војно привредну делатност (ВПД). У последњој деценији постојања СФРЈ, војни институти, сва три вида, била су паралелно повезана за МО, преко Помоћника за ВПД:
- Морнарички институт, лоциран у Загребу,
- Ваздухопловнотехнички институт, почетно лоциран у Земуну, а касније коначно у Жаркову (на данашњој територији поднасеља Беле Воде) и
- Институт копнене војске, лоциран у Београду.[6]

## Организационе јединице ВТИ-а (1992)
Институт је био организован по службама, подељеним према научним областима на секторе, одељења и одсеке. Сектори ВТИ-а су били: 
- Општетехнички
- Информатика
- Аеродинамика
- Експериментална аеродинамика (Аеротунели)
- Структура авиона
- Експериментална чврстоћа структуре авиона
- Опрема и системи авиона
- Мотори, погон
- Експлоатација ваздухоплова
- Документација

## Директори Института
У периоду постојања Института (од 1946. до 1992. године), били су директори:
- пук. Коста Сивчев дипл. инж.[7]
- ппук. др Светополк Пивко дипл. инж., био је главни инжењер РВ, редовни професор на Машинском факултету у Београду и редовни члан Српске академије наука[8].
- пук. пилот Саво Пољанац, истакао се као пилот у одбрани Београда у Априлском рату 1941.
- пук. Хуберт Јелочник
- пук. Карло Јелинек дипл. инж.
- пук. др Слободан Кручичанин дипл. инж.
- пук. др Златко Рендулић дипл. инж.[9]
- пук. пилот Владимир Бакарић
- пук. Радмило Радојковић дипл. инж.
- др Бранислав Јовановић дипл. инж., провео цео радни век у Институту[10]
- пук. Драгољуб Јеринкић дипл. инж., провео је цео радни век у Институту и
- генерал мр Сава Пустиња дипл. инж., провео у Институту 36 год. (дошао као поручник а отишао с чином генерала).[11][12]

Веће програме су водили Помоћници директора (програмовође):
- Орао, дипл. инж. Видоја Кнежевић, заменио га је дипл. инж. Драгољуб Јеринкић
- Г-4 Супер Галеб, дипл. инж. Љубомир Груборовић, заменио га је дипл. инж. Милан Милојевић
- Авион Ласта, дипл. инж. Милош Петрић
- Нови авион, мр Сава Пустиња дипл. инж.

## Постигнути ниво
СФРЈ, као релативно мала земља, је имала запажене резултате у истраживању, развоју и производњи, у домену ваздухопловних технологија. Располагала је савременим системом школства, стручним кадром и стабилном визијом развоја. Извезено је око 200 војних авиона из домаћег развоја и производње. С таквом референцом се не могу похвалити многе и далеко веће, богатије и развијеније земље. У томе је централну улогу заузимао Институт.
 То је вредновано његовим широким укључивањем у привредну и међународну сарадњу, у којој су његови стручњаци показали запажене могућности и резултате. Институт је постигао свој највиши кадровски и лабораторијски ниво у последњој деценији свога постојања, током рада на развоју Новог авиона. Тај Програм, у то време, по својим предвиђаним могућностима и примењеним технологијама је припадао најужој групи напредних програма у свету, 4. генерацији. У сарадњи са престижним ваздухопловним фирмама, на томе Програму, уз значајна улагања, Институт је достигао висок ниво по бројности, квалитету и обучености кадрова, лабораторијској подршци и расположивим алатима за научноистраживачки и развојни рад на борбеним авионима четврте и пете генерације.

### Кадрови
Кроз рад, у Институту су израсли респектни стручни кадрови, од којих су појединци постали познати у научном и друштвеном животу тадашње државе и у свету. Институт је, између осталог, изнедрио и двојицу познатих чланова Српске академије наука:
- Светополк Пивко и
- Миомир Вукобратовић.

Душан Чкребић, по образовању електротехнички инжењер, радни век је започео у Ваздухопловнотехничком институту, на пројекту „Леонардове групе”, за погон малог подзвучног и воденокавитационог аеротунела (Т-32 и Т-33). Касније је имао веома успешну политичку каријеру, био је и председник Председништва СР Србије.
У тренутку укидања, Институт је имао око хиљаду формацијских места, са високом попуњеношћу, првенствено стручњацима ваздухопловно машинске и електротехничке високе стручне спреме.

### Лабораторије
Посебан ниво и значај, Ваздухопловнотехничком институту, су одређивале његове лабораторије, коришћене за његов јединствен експериментални научноистраживачки рад. Та делатност се одвијала у домену аеродинамике, чврстоће структуре, симулације лета и борбе авиона, одређивања квалитета и стандарда горива и мазива, оптимизације грејања и проветравања кабине, интеграције опреме авиона итд.
Посебно су вредни и препознатљиви аеротунели, објекти експерименталне аеродинамике:
- Аеротунел неповратног ваздушног струјања Т-31 (популарно зван „дуваљка“; застарео и размонтиран), главни пројектант дипл. инж. Слободан Зотовић.
- Аеротунел повратног ваздушног струјања Т-32, главни пројектант др Всеволод Сисојев дипл. инж.
- Воденокавитациони тунел Т-33, главни пројектант дипл. инж. Слободан Зотовић .
- Хиперсонични аеротунел Т-34, главни пројектант дипл. инж. Александар Ивковић.
- Велики аеротунел повратног ваздушног струјања Т-35, главни пројектант др Всеволод Сисојев дипл. инж.
- Трисонични аеротунел Т-36, главни пројектант дипл. инж. Слободан Зотовић.
- Трисонични аеротунел Т-38, пројектован и изграђен у сарадњи са канадским и америчким фирмама. Наменски је грађен за подршку развоја Новог авиона, ракета и других сличних напредних програма.

Лабораторија за гориво и мазиво је била верификациона, за укупне потребе тадашње државе.

### Радионица
То је био строго наменски, специјализован погон за пројектовање и производњу модела, мерне опреме и уређаја за потребе лабораторија, првенствено аеротунела. Располагала је с врхунским стручним и обученим кадром за ове потребе. Поред високо обучених металаца, радионица је располагала с неколико специјалиста столарске струке. Била је савремено опремљена с „пројектним алатима“, производним машинама и опремом за контролу квалитета производа. Процес је био информатички увезан (интегрисан) у јединствен систем CAD/CAM. Производне машине с нумеричким управљањем су имале велике могућности обраде, велике прецизности са смањењем вероватноће људске грешке. Стандардизован је систем пројектовања помоћу рачунара (CAD) и повезан с производњом (CAM). То је, у то време средином осамдесетих година, био јединствен „пилот“ погон на ширем географском простору, са заокруженим системом CAD/CAM.

### Информатичка подршка
Средином осамдесетих година, прошлог века, Институт је припремајући се за развој Новог авиона покрио свако значајније радно место с информатичком подршком. Цео простор је био покривен мрежом рачунара и његових „периферика“, међусобно повезаним оптичким кабловима. Централну улогу у томе систему је имао супер рачунар FPS264.
У свакој значајнијој лабораторији је био инсталиран наменски процесор. Сви ови ресурси, међусобно су се допуњавали и испомагали. Сва креативна радна места Института су била у окружењу потребне информатичке опреме. Институт је, у то време, располагао са софтвером нивоа средње развијених земаља. Добар део је обезбеђен властитим развојем а део је набављен кроз сарадњу са иностраним партнерима. Био је програмиран значајан пренос и имплементација савременог софтвера, кроз сарадњу на развоју Новог авиона. Између осталог и „Ојлерови (Euler) кодови“. Радило се и на пројекту, да се информатичка филозофија, успостављена у Институту, прошири. Ваздухопловна индустрија, у целини, да се информатички увеже са Институтом. Да се успостави јединствен систем CAD/CAM целе ваздухопловне индустрије СФРЈ, по узору на „пилот“ модел решења институтске радионице.

## Реализовани програми
У укупном свом периоду постојања, од 46. године, Институт је, на неки начин, учествовао у свим ваздухопловним програмима и пројектима који су се одвијали у СФРЈ. До 1956. године, интензивно је сарађивао са пројектним бироима ваздухопловне индустрије. Експертски и лабораторијски је подржавао њихове пројекте. У тој сарадњи је развијен велики број авиона и једрилица, разних врста и намена. Познатији пројекти авиона:
- Школски авиони су Аеро-2, Аеро-3, 212, 213 и 522.
- Авион за везу је Авион Курир.
- Експериментални авиони са:
  - Са клипним моторима, 451. Неуобичајено решење, са лежећим положајем пилота.
  - Са турбомлазним морторима, типа „Палас“, са различитим варијацијама њихове уградње. То су Авион 451М, Авион Зоља и Авион 452М.
- Транспортни авиони су 214 и 215.
- Борбени авиони су С-49Ц, Авион Стршљен (његова варијанта двоседа је Авион Матица), са моторима Марборе и Б-12.[18]

Специфичности и значај неких од наведених пројеката су историјски:
- Авион С-49Ц је био веома значајан као борбени авион, с којим су опремљени борбени пукови РВ-а, у условима блокаде у периоду Информбироа. То је био респективан ловац, без обзира што је развијан и произвођен у тешким условима и у кратком временском периоду.

Авион 451М је први домаћи пројекат са турбомлазним мотором. Има историјски и мотивациони значај за даљи развој ваздухопловне индустрије Југославије.
- Авион Зоља је постигао светски рекорд, у својој категорији, у брзини у хоризонталном лету од 495 km/h.[19]
- Авион Авион Б-12 је први домаћи пројекат с танким стреластим крилом, стајним трапом типа „бицикл“, предвиђеним за лет на крозвучним и надзвучним брзинама. Није био реалан, пошто и у развијеним земљама, у то време, још нису били довољно разјашњени феномени крозвучне и надзвучне аеродинамике, а у СФРЈ тада није било ни одговарајуће експерименталне подршке. Југославија није тада имала кадровси и лабораторијски потенцијал за такав искорак. Из тих разлога је програм прекинут у току свог прототипског развоја.
- Школски авион 522 је такође значајан, на њему је школовано више генерација пилота. Још увек лети један у САД, у оквиру  old star  приредби.

Истакнути, главни конструктори бироа у ваздухопловним фабрикама су били:
- пук. дипл. инж. Коста Сивчев
- пук. Драгољуб Бешлин
- проф. дипл. инж. Сима Милутиновић
- пук. дипл. инж. Светозар Поповић
- дипл. инж. Иван Шоштарић
- дипл. инж. Борис Цијан.
- дипл. инж. Ђорђе Петковић (Брале)

Интеграцијом пројектних бироа, у организациону структуру Института, отпочела је нова ера домаћег развоја, уз непосредну подршку истраживачке делатности, у домену ваздухопловних технологија. Потврда те организације се одмах доказала на развоју школског авиона Г-2 Галеб.
У оваквој организацији интеграције, у оквиру ваздухопловних технологија, обезбеђена је кадровска и материјална критична маса за значајнија достигнућа. Резултати су то и доказали, са успешним развојем авиона и других ваздухопловних система.
У Институту су, од 1956. до 1992. године, развијани:
- Школски авиони Г-2 Галеб, Г-4 Супер Галеб и Авион Ласта.
- Борбени авиони Јастреб, (наставна варијанта, двосед, NJ-21), Крагуј, Орао и Нови авион.
- Транспортни авион Авион пеликан.
- Беспилотну летелицу

„Пеликан“ је прекинут у фази пројекта. Није се успео обезбедити довољан број примерака за исплативу серијску производњу. Нови авион је прекинут због распада СФРЈ, из истог разлога је и продужено време развоја Ласте. Сви остали авиони су доживели серијску производњу и показали се као веома успешни у оперативној употреби. Такође и у иностраним армијама, једино је „Крагуј“ коришћен само у ЈНА. Успешно им се придружила и „Ласта“.
Поред авионских програма Институт је кроз сарадњу са привредом, остварио запажене резултате на развоју саобраћајних средстава, објеката инфраструктуре и развио више десетина стандарда нових материјала и врста мазива. Примери сарадње са привредом:
- Оптерећење старог торња на Авали, при дејству ветра.
- Оптерећење мостова, на прузи Београд-Бар, при дејству ветра.
- Расподела притиска и оптерећење крова железничке станице Прокоп, Београд, при дејству ветра. Потпуно је измењен пројекат конфигурације крова, у циљу смањења оптерећења, на основу резултата мерења.
- Оптерећења, готово свих познатијих торњева и стубова са предајницима, на дејство ветра, широм бивше Југославије.
- Експериментална оптимизација, за најмањи отпор, скијаша у лету, после скока.
- Минимизација отпора атлетичарског копља итд.[21]

## Међународна сарадња
Институт је имао плодну међународну сарадњу са великим бројем фирми и институција из света. Сарадња је била у разним облицима прихвата и давања технолошке подршке, партнерске кооперације, пружања услуга итд. Њиховом реализацијом су држави обезбеђена значајна финансијска средства и политичка корист.
Најзначајнији програми међународне сарадње су:
- Пројектовање делова структуре путничких авиона за фирме Боинг (енгл. Boeing), Даглас (енгл. Douglas), Аирбус (енгл. Airbus) и Марсел Дасо (фр. Marcel Dassault).
- Заједнички рад са British Aerospace на пројекту структуре британског путничког авиона.
- Заједнички рад са фирмом Marcel Dassault и са British Aerospace, на изради Идејног пројекта за Нови авион.
- Партнерска кооперација са Ваздухопловнотехничким институтом и ваздухопловном индустријом Румуније на развоју и производњи борбеног авиона Орао и Пољске на развоју гаме лаких авиона. Из тога је, у реализацији фабрике Утва Панчево, произашла Утва-75 (од варијанте М-10).
- Модификација ловачког авиона МиГ-17, за потребе Ратног ваздухопловства Сирије. За извршавање задатака подршке, обезбеђено је ношење вишецевног контејнера и лансера невођених ракета ваздух-земља.
- Постојала је вишегодишња, плодна сарадња са чехословачким институтом Letnany Prag, сарадњу је координисало заједничко тело. Такође се одвијала значајна научна и специјалистичка сарадња са институтима ONERA, Француска и FFA, Шведска.
- Реализован је значајан број услужних делатности, посебно лабораторијских испитивања, за подршку пројеката из више земаља.

## Укидање Института
Распад СФРЈ је пратио и распад ЈНА. Основана је Војска Југославије, са смањеним могућностима финансирања, што се последично одразило на услове рада и обим задатака војних института. Неминовно је било и питање њихове трансформације. При томе су заобиђени представници ваздухопловства и ваздухопловне технологије и мишљења из те струке. Под образложењем интеграције сва три видовска војна института у један јединствен, спроведено је укидање Ваздухопловнотехничког института наредбом Начелника генералштаба од 30. јуна 1992. године. Делови, само од неких организационих целина, су припојени Институту КОВ-а. На овај начин је престала да постоји национална научноистраживачка институција, у домену ваздухопловних технологија, на овим просторима. Заговарана интеграција војних института, то јест, мешање ваздухопловних са другим неваздухопловним технологијама није познато у свету (нема тога случаја). Учињено укидање је још ближе потпуном прекиду те делатности.
Процес нестајања Ваздухопловнотехничког института је довршен преносом датума оснивања Института КОВ-а, 3. новембар 1948. године, за дан оснивања садашњег Института. Произилази, да преостали делови Ваздухопловнотехничког института обележавају 60 година постојања, крајем 2008. године и ако је њихов, бивши, Ваздухопловнотехнички институт основан пре 62. године. Између осталог, поништено је, у референцама више, од 2 године постојања институција за истраживање и развој војних технологија. Упоређењем релевантних датума на два документа, приложена на сликама, очигледна је нетачност, о дужини трајања институтског рада и традиције у домену војних технологија. Ваздухопловнотехнички институт је основан 10. августа 1946. године, Технички институт копнене војске је основан 3. новембра 1948. године, а интервидовски, Војнотехнички институт постоји од половине 1992.
Доказ о опречностима аргумената, о оснивању и обележавању датума Института.

## Наследник Института
Наследник овог значајног војног института је ВОЈНОТЕХНИЧКИ ИНСТИТУТ (ВТИ) и највећа је војна установа и саставни је део Министарства одбране Републике Србије. ВТИ се бави поред ваздухопловних технологија, и истраживањем и применом нових технологија у домену ракетног наоружања, класичног наоружања, технологија возила, и других области од значаја за развој одбрамбених технологија.
Лабораторијски капацитети ВТИ-а су стварани деценијама.
Данас ВТИ располаже са 24 савремене лабораторије. Неке од њих су од међународног значаја, неке су јединствене на подручју Балкана, а већина превазилази војни значај.